# Anneke Boeke
Anneke Boeke is een Nederlandse barokblokfluitiste en muziekdocente. Ze werkt voornamelijk vanuit Londen, Boedapest en Amsterdam. Ze trad op in verschillende landen, zowel in ensembles, als deel van een duo en solo.

## Biografie
Ze is dochter van Jan Boeke. Ze studeerde blokfluit aan het Conservatorium van Amsterdam Sweelinck bij Jeanette van Wingerden en Walter van Hauwe. Ze was getrouwd met Ivan Fischer.
Hier was ze jarenlang lid van het ensemble 'The New London Consort' van Philip Pickett. Ze trad regelmatig op met Marion Verbruggen als duo in binnen- en buitenland. Van 1985 tot 1991 gaf zij les aan de 'Guildhall School of Music and Drama' 1985-1991) vervolgens tot 2000 aan de Londense 'Royal Academy of Music'. Zij deed onderzoek naar componisten uit de tijd van Monteverdi, en hoe zij zijn beïnvloed door volksmuziek.
Met een aantal nummers van de Australische Frederick Morgan, een kenner van oude muziek, begon Boeke aan een solocarrière. Anneke Boeke speelde op kopieën van vroege instrumenten die door de Australische vakman Frederick Morgan zijn gebouwd.
Een van haar dochters is mezzosopraan Nora Fischer.
In Nederland werd zij lid van het Combattimento Consort Amsterdam en andere barokgroepen. In Nederland en andere Europese landen was zij regelmatig te gast op festivals voor oude muziek als het Festival Oude Muziek Utrecht, 'Holland Early Music Festival', het 'Kuhmo Chamber Music Festival' en het 'Sopron Early Music Festival'.
Ze maakte cd-opnames met ensembles als het 'Combattimento Consort Amsterdam', het barokorkest van de 'Nederlandse Bachvereniging', het kamerkoor 'Cappella Amsterdam' en trad op Miklos Spanyi. Ze werkte samen met dirigenten als Gustav Leonhardt, Nikolaus Harnoncourt en John Eliot Gardiner. Op haar vijftigste liet zij zich omscholen tot onderwijzeres.

## Discografie
- Telemann, Concertos for Recorder & Harpsichord, met  Miklós Spányi (2002)[2]
- Recorder Duets Of Three Centuries / Two Parties For Harpsichord (CD, 1989)
- Suite No. 2 In B Minor / Concerto In E Minor / Quartet In D Minor met werken van Bach en Telemann; samen met Pál Németh, Capella Savaria, (LP,1987), Hungaroton Antiqua  SLPD 12779
- Recorder Duets Of Three Centuries, met  Marion Verbruggen (LP, 1986) Hungaroton	SLPD 12795
- Die Blockflöte, met Conrad Steinmann, Johann Sonnleitner, Capella Clementina (1979)	Ex Libris

- Library of Congress Control Number: n86866889
- Nationale Bibliotheek van Israël: 987007329920505171
- Nederlandse Thesaurus van Auteursnamen: 073115975
- Virtual International Authority File: 70434128
- WorldCat: E39PBJpjcytCKxQPVHvDhYqbBP